# Бердзенішвілі Тенгіз Тенгізович
Тенгі́з Тенгі́зович Бердзенішві́лі — молодший лейтенант Збройних сил України, учасник російсько-української війни, що відзначився під час російського вторгнення в Україну. Герой України (2025).

## Життєпис
Народився 19 липня 1975 року в місті Піцунда. З початком збройного конфлікту в Абхазії сім'я переїхала до Полтавщини.
Під час російського вторгнення в Україну — молодший лейтенант Збройних сил України. У квітні 2023 року, керуючи групою спеціального призначення та мінометним розрахунком, відбив штурм позицій поблизу Авдіївки та в надзвичайно складних умовах забезпечив їх утримання. Розрахунки під його командуванням успішно знищували, зокрема, системи залпового вогню й танки біля Красногорівки та Роботиного.

## Нагороди
- Звання Герой України з врученням ордена «Золота Зірка» (20 січня 2025) — за особисту мужність і героїзм, виявлені у захисті державного суверенітету та територіальної цілісності України, самовіддане служіння Українському народові[3]. Нагороду вручив Тенгізу Бердзенішвілі Президент України Володимир Зеленський у Києві 23 лютого 2025 року[2].